# Фронтоне
Фронтоне (итал. Frontone) је насеље у Италији у округу Пезаро и Урбино, региону Марке.
Према процени из 2011. у насељу је живело 630 становника. Насеље се налази на надморској висини од 397 м.

## Становништво
| 1936. | 1951. | 1961. | 1971. | 1981. | 1991. | 2001. | 2011. |
| ----- | ----- | ----- | ----- | ----- | ----- | ----- | ----- |
| 2.102 | 2.103 | 1.602 | 1.303 | 1.340 | 1.300 | 1.301 | 1.348 |